# Oriolus melanotis
Oriolus melanotis là một loài chim trong họ Oriolidae.